# Laudun-l'Ardoise
Laudun-l'Ardoise é uma comuna francesa na região administrativa de Occitânia, no departamento de Gard. Estende-se por uma área de 34,19 km². Em 2010 a comuna tinha 6 433 habitantes (densidade: 188,2 hab./km²).